# داخادایوکا
داخادایوکا (به لاتین: Dakhadayevka) یک منطقهٔ مسکونی در روسیه است که در شهرستان کومترکالینسکی واقع شده‌است.